# Albert I của Sachsen
Albert I của Sachsen (tên đầy đủ: Friedrich August Albrecht Anton Ferdinand Joseph Karl Maria Baptist Nepomuk Wilhelm Xaver Georg Fidelis) (sinh ngày 23 tháng 4 năm 1828 tại Dresden – mất ngày 19 tháng 6 năm 1902 tại lâu đài Sibyllenort (Szczodre)) là một vị vua của Sachsen là một thành viên trong hoàng tộc Wettin có dòng dõi lâu đời.
Ông là con trai trưởng của Johann (người sẽ kế vị ngai vàng Sachsen sau khi anh trai mình là Friedrich August II qua đời vào năm 1854) và Amalie Auguste của Bayern.
Khi còn ở ngôi Thái tử, Albert đã theo đuổi sự nghiệp quân sự. Năm 1866, khi Chiến tranh Áo-Phổ bùng nổ, ông chỉ huy lực lượng được huấn luyện tốt của Sachsen chiến đấu về phía Áo chống lại Phổ. Các lực lượng dưới quyền ông đã đóng vai trò quan trọng các trận chiến dọc theo sông Iser, Gitschin và trận đánh quyết định tại Königgrätz mặc dù phần thắng trong chiến tranh thuộc về người Phổ. Cuộc chiến đã khẳng định danh tiếng quân sự của ông, và sau chiến tranh ông đã tỏ ra là một đồng minh trung kiên với Phổ trong Liên bang Bắc Đức. Khi cuộc Chiến tranh Pháp-Phổ bùng nổ năm 1870, Thái tử Sachsen đã tham gia cuộc chiến với tư cách là Tổng tư lệnh quân đội Sachsen – một phần của Liên bang Bắc Đức do Phổ lãnh đạo, và góp phần quyết định cho chiến thắng của quân đội Đức trong Gravelotte. Về sau, ông trở thành tổng tư lệnh Tập đoàn quân Maas của Phổ - Sachsen, và tham gia trong nhiều chiến thắng của quân đội Đức (trong đó có các trận đánh quan trọng tại Gravelotte, Sedan và Villiers). Với những thắng lợi của mình, Albert đã đóng góp đến sự thành lập Đế quốc Đức vào năm 1871. Đến cuối tháng 10 năm 1873, ông lên kế ngôi vua cha ở Sachsen. Thời kỳ trị vì của ông không xảy ra biến động.

## Đầu đời
Friedrich August Albert sinh ngày 23 tháng 4 năm 1828. Trong khi một trong những người anh em của ông mất sớm, người em còn sống duy nhất của Albert là Friedrich August Albert sau này cũng tham gia chiến đấu và thể hiện khả năng của mình trong cuộc Chiến tranh Pháp-Phổ. Ông đã nhận được một nền giáo dục bài bản dưới sự giám sát của thân phụ ông là Johann, và ông nội ông là Hoàng tử Maximilian, người đã qua đời khi Albert vừa tròn 10 tuổi. Những người thầy có ảnh hưởng trên con đường học vấn của Albert là Thượng tá Minkwitz và Tướng Engel, những sĩ quan tài năng của quân đội Phổ; Tiến sĩ Langern, một trong những nhà làm luật hàng đầu tại Đức đồng thời là một trong các nhà sử học tiêu biểu nhất của thời đại; Tiến sĩ Schneider, sau này giữ một chức bộ trưởng trong chính phủ, cũng là một nhà làm luật nổi danh, và nhiều trí giả khác cũng có tên tuổi lớn.
Cũng giống như các vương công khác tại Đức, các vấn đề quân sự đóng vai một vai trò quan trọng trong nền giáo dục của Albert. Từ nhỏ, Albert đã bộc lộ niềm khao khát có một sự nghiệp quân sự của mình. Khi chỉ mới 15 tuổi (1843), ông đã gia nhập lực lượng pháo binh Sachsen với quân hàm Trung úy. Hai năm sau, một sĩ quan tài năng trong quân đội, Thiếu tá Mangoldt (sau là một viên tướng), đã được bổ nhiệm làm giảng viên quân sự của vị hoàng tử; Mangoldt cũng hộ tống hoàng tử đến trường Đại học Bonn vào mùa thu năm 1847. Tại Bonn – điểm đến ưa thích của con em các vương tộc ở Đức, Hoàng tử Albert đã tham dự các khóa học của Dahlmann và Perthes, và nhiều người khác, nhưng cơn bão cách mạng năm 1848 đã buộc ông phải rời khỏi Đại học Bonn.
Sau khi trở về Sachsen, ông luôn chủ trương giao du và đàm thoại với các sĩ quan nổi tiếng, chẳng hạn như Fabrics, Stieglitz, Abendroth, Montbe, và nhiều người khác. Albert cũng sẵn sàng chợp lấy mọi cơ hội để mở rộng kiến thức của mình trong lĩnh vực quân sự.

## Cuộc đời binh nghiệp
Trải nghiệm của ông đầu tiên trong chiến tranh là vào năm 1849, khi ông phục vụ trong bộ tham mưu của viên tướng Phổ Prittwitz trong cuộc Chiến dịch Schleswig-Holstein chống lại Đan Mạch, với quân hàm Đại úy. Mặc dù chiến dịch là một thất bại nặng nề của quân đội Liên minh các quốc gia Đức, Albert đã chứng tỏ bản lĩnh của mình và ông được vua bác Friedrich August phong tặng Huân chương St. Heinrich của xứ Sachsen.
Vào năm 1849, Hoàng tử Albert được thăn cấp Thiếu tá, và sang năm sau ông trở thành Thượng tá, chỉ huy Lữ đoàn Bộ binh số 3. Vào năm 1851, ông được phong hàm Thiếu tướng, và đến năm 1852 ông trở thành Trung tướng và tư lệnh của Sư đoàn Bộ binh số 1. Khi đó, ông chỉ mới 24 tuổi. Điều đáng chú ý rằng, các vương thân trong Vương tộc Phổ không được thăng tiến nhanh đến mức đó trong quân đội Phổ. Ngay cả Friedrich Karl Nikolaus của Phổ, người cùng tuổi với Albert và được thăng quân hàm cực kỳ nhanh, cũng phải chờ đến vài năm nữa mới leo lên được đến hàm Trung tướng. Sau khi cha ông là Johann kế ngôi vào năm 1854, Albert được phong làm Thái tử. Năm 1861, Albert được gửi đến Königsberg, thủ phủ tỉnh Đông Phổ của Phổ, để tham dự lễ đăng quang của vua Phổ Wilhelm I. Chính tại đây, ông gặp gỡ Thống chế Pháp Patrice Maurice de Mac-Mahon lần đầu tiên, và định mệnh cho thấy là ông sẽ tái ngộ ông này 9 năm sau trên chiến trường Beaumont.
Vào năm 1866, khi cuộc Chiến tranh Áo-Phổ bùng nổ, Albert được cử làm chỉ huy của 4 vạn quân Sachsen được trang bị và huấn luyện bài bản, và có lực lượng pháo binh hiệu quả, để chống lại bước tiến của quân đội Phổ dưới quyền chỉ huy của Hoàng thân Friedrich Karl. Albert đã không thực hiện một nỗ lực nào để phòng vệ cho Sachsen, thay vì đó, ông rút quân xuống xứ Böhmen để giúp các lực lượng Áo dưới quyền Tổng tư lệnh Ludwig von Benedek ngăn chặn bước tiến của quân Phổ vào Böhmen. Vào ngày 22 tháng 6 năm 1866, quân đội Sachsen đã gia nhập một quân đoàn của Đế quốc Áo do tướng Cam-Gallas chỉ huy. Quân Sachsen đã đóng một vai trò quan trọng trong các trận đánh dọc theo chiến tuyến sông Iser, mặc dù quân đội Phổ cuối cùng đã chọc thủng trận tuyến này. Sau khi thua trận Münchengrätz vào ngày 28 tháng 6, Thái tử Sachsen rút quân về Gitschin. Trong trận Gitschin vào ngày 29 tháng 6, quân Sachsen dưới sự chỉ đạo tài tình của ông đã chiến đấu hết sức ác liệt với quân Phổ, mặc dù quân Phổ cuối cùng cũng đã làm chủ được trận địa với thương vong lớn cho cả hai phe. Mặc dù quân đội Sachsen rút lui trong trật tự, quân đội Áo cuống cuồng tháo chạy cho đến ngày 2 tháng 7. Trong trận đánh quyết định tại Königgrätz vào ngày 3 tháng 7 năm 1866, quân Sachsen của ông phòng ngự bên cánh cực tả của quân đội Áo. Mặc dù quân Sachsen đã kháng cự bền bỉ để phòng vệ vị trí của mình, quân đồng minh Áo - Sachsen đã bị đánh thảm bại. Lực lượng pháo binh của Sachsen đã đóng góp lớn trong việc yểm trợ cho cuộc rút chạy của liên quân. Sau trận chiến Königgrätz, gia đình hoàng tộc Sachsen (trong đó có Thái tử) đã cư ngụ tại Viên cho tới khi hòa ước được ký kết, sau đó họ trở về kinh thành Dresden. Các chiến dịch năm 1866 đã mang lại thanh danh cho Albert như một chiến binh mẫu mực.

### Chỉ huy quân Sachsen trong Chiến tranh Pháp-Phổ
Sau khi chiến tranh 1866 kết thúc, nhà Vua và Thái tử Sachsen đã tuyên bố trung thành với Liên bang Bắc Đức mới được thành lập dưới sự điều hành của Phổ. Thái tử tỏ ra rất có thiện chí trong việc tái cơ cấu quân đội Sachsen thành một phần không thể thiếu được của các lực lượng Liên bang Bắc Đức, và Quốc vương Wilhelm I của Phổ ngay lập tức phong ông làm Tổng chỉ huy của Quân đoàn XII trong Liên bang Bắc Đức, hay nói cách khác là quân đội Sachsen. Cùng với Tướng Fabrice – Bộ trưởng Bộ Chiến tranh Sachsen, Albert đã hoạt động không ngừng nghỉ để đưa Quân đoàn Sachsen đạt đến trình độ hoàn hảo, và thành công của các nỗ lực của ông đã được chứng tỏ trong cuộc Chiến tranh Pháp-Đức (1870 – 1871). Khi chiến tranh nổ ra, Quân đoàn XII dưới quyền chỉ huy của ông đã trở thành một phần thuộc Tập đoàn quân số 2 của Phổ - Đức do địch thủ cũ của ông là Friedrich Karl chỉ đạo. Ông được lệnh đưa quân đến Mayence vào ngày 2 tháng 8, nhưng trước đó, nhờ sự chu đáo của Bộ Tổng tham mưu Phổ đối với sức khỏe và tinh thần của binh lính, ông và quân sĩ dưới quyền đã hoàn toàn sẵn sàng chiến đấu từ hai ngày trước. Cùng với đoàn quân của mình, Albert đã đến trước Metz vào buổi tối ngày 16 tháng 8 năm 1870. Ngay sau khi ông hội kiến vua Wilhelm I tại Pont-a-Mousson, tin tức về thắng lợi khó nhọc của quân đội Phổ tại trận Mars-la-Tour đã được loan đến. Sau thắng lợi này, phía Đức phát động tấn công quân địch trong trận Gravelotte ngày 18 tháng 8. Lực lượng của Albert nằm ở cánh cực tả của quân đội Đức trong trận đánh này. Trận Gravelotte đã góp phần chứng tỏ tài dụng binh của ông. Tại đây, quân Sachsen đã chiến đấu hết sức mạnh mẽ, và họ cùng với Quân đoàn Vệ binh Phổ đã mở cuộc tấn công cuối cùng vào St. Privat, quyết định thắng lợi của Đức trong trận chiến. Hiểu được những cống hiến của Albert và quân Sachsen dưới quyền ông cho người Đức trong trận Gravelotte, Wilhelm I đã đến gặp ông trong đêm hôm đó và trong cho ông Huân chương Thập tự Sắt.
Ngày hôm sau, nhà vua nước Phổ và Moltke giao cho Albert chỉ huy một tập đoàn quân mới, bao gồm Quân đoàn Sachsen, Quân đoàn Vệ binh Phổ, cùng với các sư đoàn kỵ binh Rheinhaben và Công tước Wilhelm I xứ Alenburg. Albert đã chọn tướng Schlotheim, người mà 4 năm trước đó đã chiến đấu dưới quyền tướng Phổ Herwarth von Bittenfeld chống lại Albert ở Prim và Probus trong trận Königgrätz, làm tham mưu trưởng của mình. Quyền chỉ huy Quân đoàn XII được phó thác cho em của Albert là Georg xứ Sachsen. Ban đầu, do Bộ Tổng tham mưu Đức tin rằng các lực lượng của Pháp sẽ tập kết ở đằng trước Paris, Tập đoàn quân số 3 của Đức do Thái tử Phổ Friedrich Wilhelm chỉ huy tiến nhanh về chiến trường xưa Catalaunian, trong khi Tập đoàn quân Maas hay nói cách khác là Tập đoàn quân số 4 của Thái tử Sachsen được lệnh vượt sông Meuse và tiến theo hướng đó. Quân của Albert đã đi được một nửa chặn đường, nhưng trong đêm ngày 25 tháng 8, người của Bộ Tổng tham mưu là Thượng tá Verdy du Vernois đã thông báo cho Albert về việc Thống chế Mac-Mahon của Pháp tiến qua Reims theo đường Mézières để giải vây cho Metz. Tình hình này đòi hỏi một sự thay đổi trong việc bố trí quân lực của Đức, và Albert đã thiết lập tổng hành dinh tại Clermont-en-Argonne vào ngày 26 tháng 8 năm 1870, và không lâu sau thì vua Phổ cũng thành lập Tổng hành dinh tại đây. Đêm hôm đó, Schlotheim đã hội kiến với Tổng tham mưu trưởng Helmuth von Moltke, và vào buổi sáng ngày 27 tháng 8, Albert và Schlotheim đã nhận được những chỉ thị mới nhất từ Moltke. Trong ngày hôm đó, lực lượng kỵ binh dưới quyền Albert bất ngờ tấn công kỵ binh Pháp trong trận Buzancy, và đánh tan kỵ binh Pháp, gần như là tiêu diệt số quân này. Vào ngày 29 tháng 8, lực lượng tiền vệ của Sachsen đã đánh thắng quân Pháp trong cuộc giao tranh tại Nouart. Mặc dù vậy, quân Sachsen không có ý định dứt điểm quân Pháp trong trận chiến này, do Moltke – rút kinh nghiệm từ các đợt tấn công ngoài ý muốn của các tướng Phổ Steinmetz và Alvensleben tại Spicheren, Mars-la-Tour và Gravelotte, đã cho Albert biết rằng mục tiêu tối hậu của Moltke là hợp vây và tiêu diệt Tập đoàn quân Châlons dưới quyền Mac-Mahon. Đến ngày 30 tháng 8 năm 1870, ông giành chiến thắng trong trận Beaumont, một thắng lợi quan trọng đã quyết định đến số phận của tập đoàn quân MacMahon. Trong trận Sedan, các lực lượng dưới quyền ông đã thực hiện hợp vây quân đội Pháp ở phía đông và phía bắc. Cuộc đầu hàng của Napoléon III và quân đội dưới quyền ông ta trong trận chiến đã quyết định cho cuộc chiến với phần thắng thuộc về Phổ.
Vào ngày 4 tháng 9, Thái tử Sachsen đến tổng hành dinh của vua Phổ tại Vendresse, và được Wilhelm tấm tắc khen ngợi vì những chiến thắng của ông. Vua Phổ đã trao tặng cho Huân chương Thập tự Sắt hạng nhất, và Tổng tham mưu trưởng Moltke cũng nhiệt liệt hoan nghênh ông. Chính trong dịp này, đội quân của ông chính thức được đặt tên là Tập đoàn quân Maas. Vào ngày 5 tháng 9, quân đội Đức bắt đầu tiến về thủ đô Pháp, và vào ngày 19 tháng 9, trận vây hãm Paris khởi đầu, trong đó lực lượng của ông được bố trí ở phân khu phía đông bắc của đội quân vây hãm. Thái tử Sachsen đã thiết lập tổng hành dinh tại Grand Tremblay, và cho đến ngày 8 tháng 10 ông dời sang Margency. Vào ngày 27 tháng 10, quân Pháp do tướng Carey de Bellemare chỉ huy đánh chiếm Le Bourget. Nhận thấy nguy cơ quân Pháp sẽ thiết lập hàng loạt khẩu đội pháo tại đây, Albert ra lệnh phản công bằng mọi giá, trong khi người Đức và Moltke tỏ ra do dự khi Thái tử Sachsen phát lệnh tái chiếm Bourget. Vào buổi sáng 30 tháng 10, sau một ngày công pháo, Vệ binh Phổ đã đánh bật quân Pháp ra khỏi ngôi làng này, bắt sống một số lượng lớn tù binh Pháp. Từ ngày 30 tháng 11 cho đến ngày 2 tháng 12, quân đội Sachsen và Württemberg phải chịu gánh nặng chính trong một cuộc phá vây lớn của quân Pháp. Mặc dù bị đánh thiệt hại nặng, quân Đức đã đẩy lùi được cuộc phá vây này. Trong trận Le Bourget lần thứ hai vào cuối tháng 12, các nỗ lực phá vây của quân Pháp cũng bị đánh bại. Vào ngày 27 tháng 12, núi Avron bị công pháo, và đến ngày 30, các công trình do quân Pháp dựng nên bị các lực lượng của Albert phá hủy.
Vào ngày 18 tháng 1 năm 1871, Albert đã tham dự trong lễ thành lập Đế quốc Đức tại điện Versailles, trong đó ông được vị tân Hoàng đế (Kaiser) Wilhelm I phong tặng Huân chương Quân công của Phổ (Pour le Mérite) với biểu tượng lá sồi. Ngày hôm sau (19 tháng 1), pháo binh của Quân đoàn IV đã hỗ trợ cho Quân đoàn V của Đức do tướng Kirchbach chỉ huy đập tan cuộc phá vây cuối cùng của Pháp trong trận Buzenval. Sau khi Pháp đầu hàng, ông giữ vai trò chỉ lực lượng chiếm đóng của Đức tại Pháp. Vào ngày 9 tháng 3 năm 1871, Tập đoàn quân số 3, đến thời điểm này là do Thái tử Phổ-Đức chỉ huy, và Tập đoàn quân Maas đã hợp nhất dưới quyền chỉ đạo của Albert. Ông đóng quân tại Compiègne, và luôn luôn quan sát những diễn biến khốc liệt trong phong trào Công xã Paris. Vào ngày 17 tháng 5, ông dời lại tổng hành dinh từ Compiègne về Margency cho gần chiến trường hơn, và được tin Paris thất thủ vào ngày 28 tháng 5. Vào ngày 9 tháng 6, ông ca khúc khải hoàn trở về Đức, được dân chúng Berlin đón chào và được Hoàng đế Đức trao tặng Đại Thập tự của Huân chương Thập tự Sắt. Vào ngày 11 tháng 7, ông tiến hành cuộc diễu binh chiến thắng vào Dresden, và trở thành vị Thống chế đầu tiên không phải là người Phổ của Đế quốc Đức. Ông cũng được phong làm Cục trưởng Cục thanh tra quân đội I của Đức.

## Quốc vương Sachsen
Sau khi vua cha Johann qua đời 29 tháng 10 năm 1873, Thái tử lên kế ngôi với tư cách là Vua Albert. Thời kỳ trị vì của ông không xảy ra biến động, và chỉ đóng một vai trò nhỏ trong các vấn đề chính trị. Thay vì đó, ông chú tâm vào các vấn động quân sự, và những ý kiến cũng như trải nghiệm thực tiễn của nhà vua đều trở nên có giá trị rất lớn, không chỉ đối với việc xây dựng Quân đoàn Sachsen nói riêng, mà còn đối với Quân đội Đế quốc Đức nói chung.
Trong chính sách đối ngoại hòa hiếu của mình, ông chủ trương thân thiện với Phổ và giữ vững chế độ liên bang của Đế quốc Đức. Trong thập niên 1870, Albert khởi công xây dựng một khu vực ngoại thành của kinh thành Sachsen, Albertstadt. Trong thời điểm này, Albertstadt là khu phức hợp quân sự lớn nhất của nước Đức. Ngoài khu phức hợp quân sự này, nhiều công trình và địa danh khác cũng được đặt tên theo ông cho đến ngày nay: Albertbrücke, Alberthafen, Albertplatz và Albertinum.
Dưới triều đại của Albert, chính quyền cũng thực hiện chính sách cải thiện đời sống của người nghèo, và cải cách toàn bộ hệ thống thuế năm 1878, và đến năm 1887, sở đúc tiền của Sachsen được dời từ Dresden sang Muldenhütten. Vào năm 1879, ông khởi đầu công cuộc trùng tu cho Trường Saint Afra tại Meissen. Năm 1897, ông được giao cho vai trò phân xử những người đòi quyền thừ kế Công quốc Lippe.
Ngoài ra, dưới thời trị vì của ông, nền quân chủ lập hiến đã được thiết lập tại Sachsen.
Ông đã trở thành Hiệp sĩ thứ 954 của Huân chương Golden Fleece tại Áo năm 1850, Hiệp sĩ thứ 1776 của Huân chương Garter vào năm 1882 đồng thời là Hiệp sĩ Đại Thập tự thứ 95 của Huân chương Tower and Sword.

## Gia đình
Tại Dresden vào ngày 18 tháng 6 năm 1853, Albert kết hôn với Công chúa Carola, con gái của Gustav, Hoàng tử Vasa và là cháu nội của Gustav IV Adolf, vị vua áp chót của Vương triều Holstein-Gottorp trong lịch sử Thụy Điển.
Vua Albert qua đời vào năm 1902 mà không có con nối dõi. Em trai ông lên nối ngôi, đó là Vua Georg.

## Danh hiệu giải thưởng
Bản mẫu:Italian
Ông đã được phong tặng các huân chương sau của Sachsen:
- Huân chương Rautenkrone
- Huân chương Quân sự St. Heinrich
- Huân chương Hoàng gia Albrecht của Sachsen
- Huân chương Công dân Sachsen

Các nước khác phong tặng
- Huân chương Hiệp sĩ Golden Fleece (Áo)
- Huân chương Hiệp sĩ Garter (Liên hiệp Anh)
- Huân chương Hiệp sĩ Supremo della Santissima Annunziata (Vương quốc Sardegna, 1850)
- Đại Thập tự gắn vào Huân chương Hiệp sĩ Thánh Maurice và Lazarus (Vương quốc Sardegna, 1850)
- Huân chương Quân công (Pour le Mérite – Phổ)
- Huân chương Đại Thập tự Hiệp sĩ Thập tự Sắt (Phổ)
- Huân chương Thập tự Sắt, hạng 1 và 2 (Phổ)
- Huân chương Quân sự Hiệp sĩ Maria Theresia (Đế quốc Áo)
- Đại Thập tự Hiệp sĩ gắn vào Huân chương Quân sự Max Joseph (Bayern)
- Huân chương Quân công Đại Thập tự Hiệp sĩ với Các thanh kiếm (Bayern)
- Huân chương Hiệp sĩ Sư tử Zähringer (Baden)
- Huân chương Hiệp sĩ Thánh Georgi hạng hai (Đế quốc Nga)

Để vinh danh ông, người ta đã đặt tên một loài chim thiên đường là Vua Saxony; trong khi tên của Chim thiên đường Hoàng hậu Carola được đặt để vinh danh vợ ông.